# Geopark Vestjylland

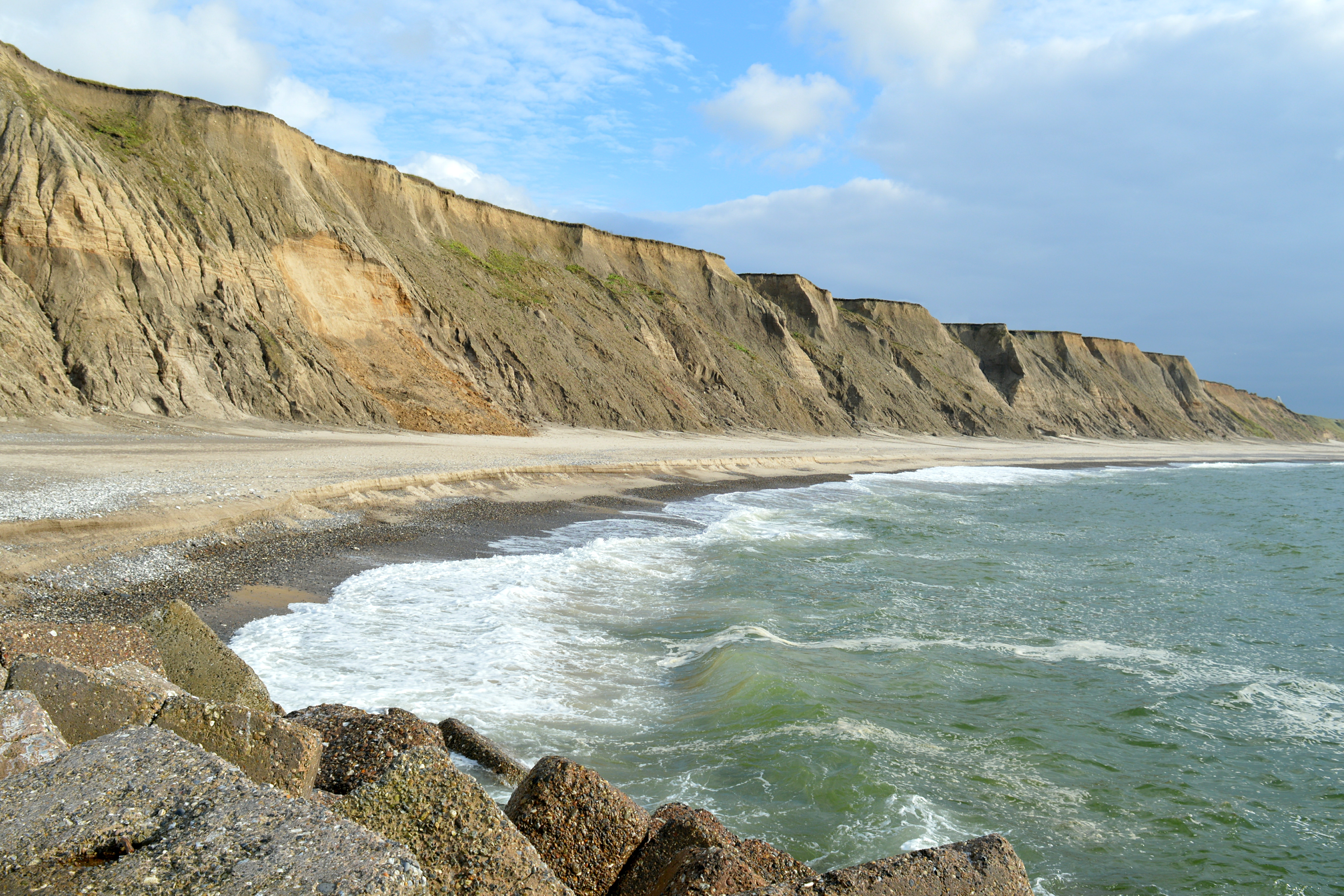
Bovbjerg klint

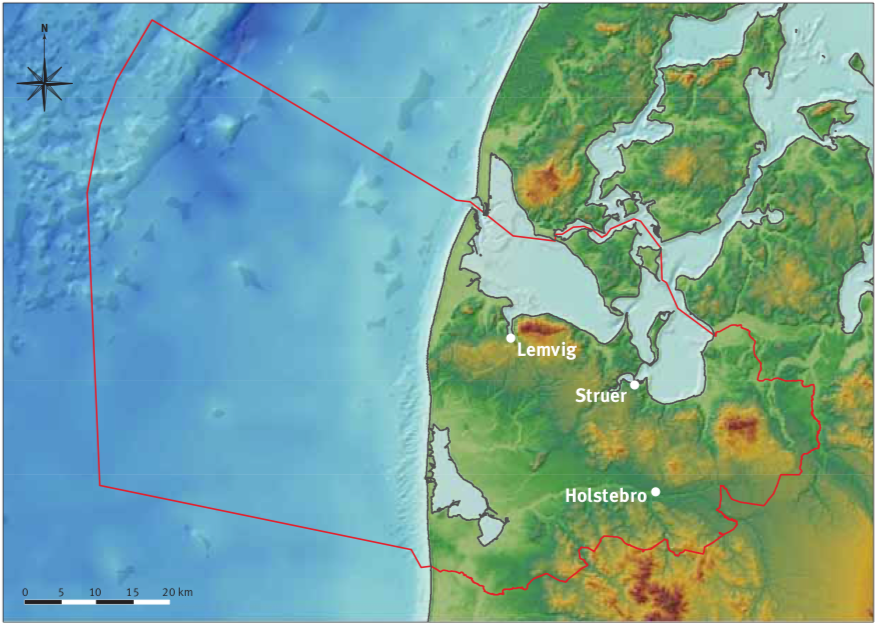
Karta över Geopark Vestjylland

Geopark Vestjylland är en geopark på Jylland i Danmark.
Geopark Vestjylland är 4.759 kvadratkilometer stor och omfattar den nordliga delen av Västjylland samt en angränsade del av Nordsjön. Parken omfattar en rad landskapstyper på bägge sidorna av Ussings israndslinje ("Hovedopholdslinjen"), som är Danmarks viktigaste landskaps- eller terränggränslinje. Dessa landskapstyper visar historien om tillkomsten av det danska landskapet, både under och efter Weichselistiden. I geoparken kan också studeras en rad skilda geologiska avlagringar, bland annat danienkalk (flinthaltig och fossilrik kalksten), brunkol och glimmersand, förutom lager från Elster-, Saale- och Weichselistiderna och de två perioderna mellan dessa.
Geoparkens ryggrad utgörs av den öst-västliga Ussings israndslinje, som är från den tid när isen över den skandinaviska halvön sträckte sig från bergen i Norge ner till Danmark. Israndslinjen sträcker sig från ändmoränklinten Bovbjerg klint i väster till Karup å i öster och är ett av de mest markanta landskapselementen i Danmark. Medan isen reste sig norrut och österut, var landet under en mycket lång period isfritt mot väster och söder. 
Det unika istidslandskapet på Västjylland kartlades vid sekelskiftet 1800/1900 av geologen N.V. Ussing, som bland många drag identifierade den distinkta gränsen i landskapet mellan det kuperade istidslandskapet i nordost och de platta isälvstvättade slätterna i sydväst. Detta landskap utvecklades som ett resultat av upprepade kallare isperioder och varmare perioder emellan, vilka varje omgång bidrog till formeringen. Det var under den sista istiden Weichsels största avancemang av glaciärer för 23.000-21.000 år sedan, som isen uppnådde sin största utsträckning och under vilken period merparten av landskapet i geoparken blev till.
En av de geologiska märkvärdigheterna i geoparken är Bovbjerg klint, en upp till 41 meter hög kustklint av moränlera.

## Fakta om parken
Geopark Vestjylland omfattar de tre kommunerna Lemvig, Struer och Holstebro, en del av Limfjorden och vattenområden i Nordsjön ut till 50 kilometer från stranden. Den sammanlagda ytan är 4.759 km2, varav 1.560 km2 landyta, 425 km2 vattenområden i Limfjorden samt 2.775 km2 vattenområden i Nordsjön. Strandlinjen är 218  kilometer lång.    
Av större laguner och sjöar märks: Nissum Fjord (70 km2), Ferring Sø (3,2 km2), Kilen (3,34 km2), Flyndersø (4,18 km2) och Stubbergård Sø (1,5 km2). En del av Storån rinner i geoparken. Österut gränsar Geopark Vestjylland till Karup å. Geoparken innefattar 13 Natura 2000- och 5 natur- eller viltreservat. Den högsta punkten i området är Nørlem Bavnehøj nära Lemvig, som ligger 89,5 meter över havet och den lägsta punkten är på botten av den dränerade sjön Vestersø nordväst om Lemvig, som ligger 2 meter under havet.

## Historik
Inspirerade av utvecklingen av Geopark Odsherred tog lokala eldsjälar i Vestjylland 2011 initiativ till att etablera Geopark Vestjylland och fick stöd av Lemvig, Struers och Holstebro kommuner. I oktober 2016 insändes en ansökan till Unesco med beskrivningar på 48 platser av betydande geologiskt värde och 48 andre platser av betydande kulturhistoriskt eller naturvärde. I januari 2018 bekräftade Unesco att området har internationell geologisk betydelse, och den 15 april 2021 blev Geopark Vestjylland godkänd som Danmarks andra Unesco Global Geopark.